# Peteranec
Peteranec je općina u Hrvatskoj. Nalazi se u Koprivničko-križevačkoj županiji.

## Zemljopis
Općina se sastoji od tri sela: Peteranec, Sigetec i Komatnica.

## Stanovništvo
Uglavnom poljoprivredno, no u novije vrijeme se mijenja sastav stanovništva. Pojačani procesi deagrarizacije u selu Peteranec.

| broj stanovnika | 4064  | 4313  | 4205  | 4432  | 4651  | 4725  | 4515  | 4456  | 4104  | 4020  | 3904  | 3485  | 3199  | 2954  | 2848  | 2704  | 2300  |
|                 | 1857. | 1869. | 1880. | 1890. | 1900. | 1910. | 1921. | 1931. | 1948. | 1953. | 1961. | 1971. | 1981. | 1991. | 2001. | 2011. | 2021. |

| broj stanovnika | 2405  | 2645  | 2433  | 2384  | 2371  | 2446  | 2368  | 2311  | 2029  | 2001  | 1954  | 1758  | 1694  | 1571  | 1531  | 1431  | 1240  |
|                 | 1857. | 1869. | 1880. | 1890. | 1900. | 1910. | 1921. | 1931. | 1948. | 1953. | 1961. | 1971. | 1981. | 1991. | 2001. | 2011. | 2021. |

## Uprava
Postoji općina od 1993. Trenutni načelnik je Ivan Derdić.

## Povijest
Najstariji nalazi iz ranog eneolitika – Seče kultura (3500. – 3200. godine prije Krista) pronađeni južno od Peteranca blizu sela Koprivnički Bregi. Prvo spominje srednjovjekovne župne crkve Sv. Petra je 1267. Kasnije se spominje istoimeno selo nastalo na mjestu prijelaza preko rijeke Drave. Peteranec je dobio ime po crkvi i župi Sv. Petra. Selo je stradalo u osmanskim prodorima sredinom 16. st. Obnovljeno je poč. 17. st., a župa je ponovo utemeljena 1789. Do sred. 18. st. sastavni je dio Koprivnčkog vlastelinstva (tzv. Provincijala), a tada je pripojeno Vojnoj krajini gdje ubrzo postaje satnijskim središtem Đurđevačke pukovnije te školskim središtem za Peteransku i Sokolovačku satniju. God. 1765. proglašen je slobodnim krajiškim vojnim komunitetom, ali je ubrzo izgubio povlastice te je vraćen u rang seoskog naselja. Od 1871. do 1875. središte je istoimenog kotara, a potom velike općine koja je obuhvaćala istočni dio koprivničke Podravine. Kasnije je kotar Peteranec pripojen kotaru Koprivnica. Između dva svjetska rata spada u najnajprednija podravska sela s knjižnicom od 2500 svezaka i razvijenim društvenim životom. Stagnira nakon II. svjetskog rata, pogotovo od 1955. kada prestaje biti općinskim središtem do 1993. kada je ponovo postalo općinskim središtem. Poznata manifestacija je Galovićeva jesen (održava se tradicionalno od 1994.)

## Gospodarstvo
U Peterancu postoji početni razvoj malog poduzetništva. U Sigecu je razvijena poljoprivreda.

## Poznate osobe
- Josip Beruta
- Tomo Blažek
- Slavoljub Dubić
- Petar Franjić
- Fran Galović
- Franjo Gaži
- Stjepan Gaži
- Tomo Gaži
- Ivan Generalić
- Ljudevit Gerovac
- Josip Miljanović
- Ivan Picer
- Ivan Sabolić
- Josip Belčić
- Božidar Pavleš
- Andrija Betlehem
- Martin Imbrišević

## Spomenici i znamenitosti
- Crkva u Peterancu iz oko 1773.
- Crkva u Sigecu – početak 19. stoljeća
- Zgrada satnijskog zapovjedništva u Peterancu – sredina 19. stoljeća

## Obrazovanje
Vrtić Lastavica u Petrancu.
Četverorazredne škole u Peterancu: Područna Škola Frana Galovića i u Sigecu Područna škola Sigetec. Učenici kasnije polaze školu u Drnju Osnovnu školu Frana Koncelaka.

## Kultura
- Galerija Ivana Sabolića Peteranec
- KUD „Fran Galović” Udruge žena Peteranec
- Udruga žena „Hrvatsko srce” Peteranec – utemeljena 1999., organizira Mudlinijadu, sudjeluje na Galovićevim jesenima, Picokijadi i dr.
- Udruga žena „Sigečko srce”

Od 2011. u mjestu se održava Memorijal hrvatskih dragovoljaca i branitelja.

## Šport
- NK Panonija Peteranec
- NK Mladost Sigetec

## Vanjske poveznice
- Službena stranica Općine Peteranec